# بالميي
حلوى البالميي (بالفرنسية: palmier -أو- cœur de France) وتدعى أيضًا بأذن الفيل معجنة فرنسية على شكل نخلة فراشة، تدعى أحيانًا سعف النخيل، آذان الفيل، المقص، قلوب فرنسا، باطن الأحذية أو نظارة.
تصنع البالميي من العجينة المنتفخة، عجينة صفائحية مشابهة للعجين المستخدم لخَبْز الكرواسون، لكن من دون خميرة. العجينة المنتفخة تصنع من طبقات متناوبة من العجين والزبدة، المطويّة تواليًا لصنع مئات الطبقات الممكنة. تُلَفْ العجينة المنتفخة، وتغلف بالسكر، ومن ثم يلف الجانبان إلى بعضهم البعض ليلتقيان في الوسط، تصنع اسطوانة تقطَّع إلى حوالي 1/4 شرائح وتخبَّز.عادةً تلف بالسكر قبل عملية الخبز. في نسخة بورتو ريكو، تغطى بالعسل. في المكسيك يدعى أوريخاس (أي آذان)